# Lebanon (Tennessee)
Lebanon ist eine City im Wilson County im US-Bundesstaat Tennessee. In der Stadt leben 38.431 Menschen (Stand: Volkszählung 2020). Die Stadt ist Verwaltungssitz (County Seat) des Wilson Countys. Lebanon liegt in Mittel-Tennessee, östlich von Nashville. Die Firma Cracker Barrel wurde hier gegründet und hat ihren Firmensitz in Lebanon.
Die drei größten lokalen Banken haben ihren Hauptsitz in Lebanon während die nationalen Banken nur eine minimale Präsenz pflegen.
Die Stadt ist Gastgeber der jährlichen Wilson State Fair, welche häufig als die beste State Fair von ganz Tennessee bezeichnet wird.

## Geographie
Die Stadt liegt bei den Koordinaten 36°12′29″N, 86°19′35″W, die Stadt ist 75,8 km² groß, wobei 0,03 % Wasser sind.

## Demographie
In der Stadt leben 20235 Menschen, die Bevölkerungsdichte liegt bei 267 Menschen auf einen Quadratkilometer. Laut Bevölkerungszählung im Jahr 2000 sind 82 % der Stadtbewohner Weiße, 13 % Afroamerikaner, 0,3 % Ureinwohner und 0,82 % aller Einwohner Asiaten. Es gab 7.987 Haushalte, und in denen in 30,9 % Kinder unter 18 lebten. 47,7 % waren verheiratete Paare, hatten 15,0 % eine weibliche Alleinerziehende ohne Ehemann, 33,4 % waren Singles. Auf 100 Frauen kamen 90,6 Männer, das Durchschnittsalter lag bei ca. 35 Jahren. Männer hatten ein mittleres Einkommen von $31.207 Frauen eines von $24.420. 13,0 % der Bevölkerung leben unterhalb der Armutsgrenze, 16,0 % der Bevölkerung waren unter 18 16,4 % über 65 Jahre alt.

## Verkehr
Die Interstate 40, die als die Hauptverkehrsachse zwischen Knoxville und Nashville gilt, führt durch den Südteil der Stadt.
Außerdem verkehrt der Music City Star seit dem 18. September 2006 in das Stadtzentrum von
Nashville.

## Medien
Zeitungen
- Lebanon Democrat (erscheint montags bis samstags)
- Wilson Post (erscheint zweimal wöchentlich am Mittwoch und Freitag)

Radio
- WANT 98.9 FM (Country-Musik sowie lokaler Sport und Neuigkeiten)
- WRVW 107.5 FM (berichtet hauptsächlich über Nashville)

Fernsehen
- WJFB 66 (24-stündiges Homeshopping-Programm)

## Söhne und Töchter der Stadt
- Jesse Johnson Finley (1812–1904), Politiker, Jurist und Brigadegeneral der Konföderierten Staaten im Sezessionskrieg
- John Selden Roane (1817–1867), Politiker, Gouverneur von Arkansas
- Thomas Kilby (1865–1943), Politiker, Gouverneur von Alabama
- George Huddleston (1869–1960), Politiker, Mitglied im US-Repräsentantenhaus
- Alfred T. MacFarland (1917–2006), Anwalt, Abgeordneter und Regierungsbediensteter
- Kim Tolliver (1937–2007), Soulsängerin
- John A. Bradley (* um 1945), Generalleutnant der United States Air Force
- Sharon Wyatt (* 1953), Schauspielerin

## Im Film
Teile der Handlung in Quentin Tarantinos Spielfilm Death Proof – Todsicher spielen in Lebanon, auch wenn die Dreharbeiten nicht in der Stadt stattfanden.